# Zlatko Manojlović
Zlatimir "Zlatko" Manojlović, cirill betűkkel: Златко Манојловић (Kruševac, 1951 –) szerb gitáros és énekes. 

## Pályafutása
Karrierjét 1969-ben kezdte a belgrádi Džentlmeni beatzenekarban. 1972 és 1976 között a Dah nevű progresszív rockegyüttes vezetője, 1977-től 1984-ig pedig a Gordi heavy metal együttes tagja volt. Ezen kívül szólókarriert is befutott. Vendégzenészként közreműködött a szerb Opus együttes Opus 1 és az Oko Raskorak c. albumán. Producerként részt vett a Galija második nagylemezének (Druga plovidba) és a Ruž Nº 4 c. albumának készítésében is. Felesége Izolda Barudžija énekesnő.

## Diszkográfia

### A Dahhal

#### Stúdióalbumok
- Veliki cirkus (1974)
- Cool Breeze (Land néven, 1975)
- Povratak (1976)

#### Kislemezek
- "Ako poželiš" / "Noćna buka" (1973)
- "Samo jedna noć" / "Cvrčak" (1973)
- "Gitareska" / "Ti si ta" (1974)
- "Mali princ" / "Ime" (1974)
- "Šošana" / "Please, Don't Say Nothing" (as Land, 1975)
- "Žeđ" / "Misli" (1976)
- "Tomorrow" / "Under The Sky" (1977)

### A Gordival

#### Stúdióalbumok
- Čovek (1978)
- Gordi 2 (1979)
- Gordi 3 (1979)
- Pakleni trio (1981)
- Kraljica smrti (1982)

#### Kislemez
- "Duga noć" / "Idi sad" (1978)

### Szólóban

#### Stúdióalbumok
- Zlatko i njegove gitare (1980)
- Zlatko (1982)
- Jednoj ženi (1983)
- Zlatko (1986)
- Blue Heart (1994)
- Zlatko (1995)
- Zlatko (1997)

#### Kislemezek
- "Ko te sada ljubi" / "Osećanja" (1975)
- Ona je (dupla, 1977)
- "Tvoja pesma" / "U sumrak" (1978)

### A Vox-szal

#### Stúdióalbumok
- Vox (1996)
- Vox (1998)